# Gender-HCI
Gender-HCI ist ein Teilgebiet der Mensch-Computer-Interaktion (englisch Human–Computer Interaction [HCI]), das sich auf die Gestaltung und Bewertung interaktiver Systeme für Menschen konzentriert. Der besondere Schwerpunkt bei der Gender-HCI liegt auf Variationen in der Art und Weise, wie Menschen unterschiedlichen Geschlechts mit Computern interagieren.

## Beispiel
Gender-HCI-Forschung wurde unter anderem in den folgenden Bereichen durchgeführt:
- Vorurteile in der Wahrnehmung von geschlechtsspezifischen computerisierten Partnern[2]
- Die Auswirkungen von Vertrauen und Selbstwirksamkeit auf die Interaktionen beider Geschlechter mit Software.
- Das Design von geschlechtsspezifischer Software, wie zum Beispiel Videospiele, die für Frauen entwickelt wurden.
- Das Design von Bildschirmgrößen und wie sie sich auf beide Geschlechter auswirken.
- Der Entwurf von geschlechtsneutraler Problemlösungssoftware.

## Übersicht
Gender-HCI untersucht, auf welche Weise Eigenschaften von Software (oder auch Hardware) mit Geschlechterunterschieden interagieren können. Wie bei allen HCI ist auch die Gender-HCI ein stark interdisziplinäres Gebiet. Erkenntnisse aus Bereichen wie Psychologie, Informatik, Marketing, Neurowissenschaften, Pädagogik, Design und Wirtschaft legen nahe, dass Männer und Frauen Probleme unterschiedlich lösen, kommunizieren und Informationen unterschiedlich verarbeiten. Gender-HCI untersucht, ob diese Unterschiede bei der Gestaltung von Soft- und Hardware berücksichtigt werden müssen.

## Geschichte
Der Begriff Gender-HCI wurde 2004 von Laura Beckwith, einer Doktorandin an der Oregon State University, und ihrer Beraterin Margaret Burnett geprägt. Sie stellten fest, dass es zwar einige Aktivitäten gab, die als Gender-HCI-Arbeit charakterisiert werden konnten, die Menschen aber nichts von der Arbeit der anderen wussten. Die entsprechenden Forschungsberichte waren isoliert und über verschiedene Bereiche verstreut. Seitdem arbeiteten sie und andere daran, den Forschern dabei zu helfen, über die Arbeit des jeweils anderen Bescheid zu wissen, und den Praktikern zu helfen, sich der Ergebnisse bewusst zu werden, damit dieser Bereich als Teilbereich der HCI reifen konnte.
Es folgt eine kurze Reihe von Meilensteinen in der Geschichte dieses aufstrebenden Teilgebiets:
- 1987: Spiele, die als „geschlechtsneutral“ konzipiert sind, sehen aus wie Spiele, die für Jungen entwickelt wurden (Chuck Huff).
- 1989: Ethnographische Forschung zu Frauen, Programmierung und Computern (Sherry Turkle).
- 1995: Geschlechtsspezifische Unterschiede in der Selbstwirksamkeit und Einstellung zu Computern (Tor Busch).
- 1998: Geschlechtsspezifische Faktoren bei der Gestaltung von Videospielen (Justine Cassell).
- 2002: Breitere Bildschirme sind für alle Nutzer, insbesondere für Frauen, vorteilhafter (Mary Czerwinski, Desney S. Tan, George G. Robertson).
- 2004: Das Konzept Gender-HCI explizit gemacht (Laura Beckwith, Margaret Burnett).
- 2006: Ein Forschungsworkshop zu Gender-HCI.[6]

## Ausgewählte Erkenntnisse
Hier sind einige Ergebnisse aus der bisherigen Gender-HCI-Forschung, geordnet nach den neuesten bis zu den am wenigsten aktuellen Ergebnissen, nach Kategorien: 
1. Belohnungserwartungen an geschlechtsspezifische Computer: In einem Experiment arbeiteten die Versuchspersonen an einer Aufgabe mit einem computerisierten Partner, der James oder Julie hieß. Die Aufgabe war geschlechtsneutral, d. h., sie war nicht direkt relevant dafür, ein Mann oder eine Frau zu sein. Die Ergebnisse zeigten, dass die Testpersonen sich gegenüber einem Computer namens James oder Julie auf dieselbe Weise verhielten. Trotz dieser Ähnlichkeiten im Verhalten schätzten die Testpersonen, dass ein Computer mit dem Namen James sie deutlich mehr kosten würde als ein Computer mit dem Namen Julie. Die Ergebnisse zeigen, dass die Wahrnehmung der Computer durch die Benutzer geschlechtsspezifisch geprägt ist und ihnen die menschlichen Merkmale fehlen, die das Merkmal Geschlecht definieren.[2]
2. Vertrauensbezogene Ergebnisse: Bei Tabellenkalkulationsproblemlösungsaufgaben hatten (1) weibliche Endbenutzer eine signifikant geringere Selbstwirksamkeit als männliche und (2) Frauen mit geringer Selbstwirksamkeit arbeiteten mit signifikant geringerer Wahrscheinlichkeit effektiv mit den in der Software verfügbaren Problemlösungsfunktionen. Im Gegensatz dazu hatte die Selbstwirksamkeit der Männer keinen Einfluss auf ihre Wirksamkeit mit diesen Funktionen.[7] – In einer Studie über die Computereinstellungen und die Selbstwirksamkeit von 147 College-Studenten gab es geschlechtsspezifische Unterschiede bei der Selbstwirksamkeit für komplexe Aufgaben (wie Textverarbeitungs- und Tabellenkalkulationssoftware), aber nicht für einfachere Aufgaben. Auch hatten die männlichen Studenten mehr Erfahrung im Umgang mit Computern und berichteten über mehr Ermutigung durch Eltern und Freunde.[8]
3. Ergebnisse im Zusammenhang mit Software-Features: Bei Tabellenkalkulationsproblemlösungsaufgaben waren weibliche Endbenutzer deutlich langsamer beim Ausprobieren unbekannter Funktionen.[5][7] Frauen stimmten signifikant häufiger der Aussage zu: "Ich hatte Angst, ich würde zu lange brauchen, um die [ungelernte Funktion] zu erlernen". Selbst wenn sie es einmal ausprobierten, waren Frauen signifikant seltener bereit, neue Funktionen für die wiederholte Anwendung zu übernehmen. Im Gegensatz zu den Männern sagte die Selbstwirksamkeit bei Frauen den Umfang der effektiven Merkmalsnutzung voraus. Es gab keinen signifikanten Unterschied im Erfolg der beiden Geschlechter oder beim Erlernen der Funktionsweise der Merkmale, was impliziert, dass die geringe Selbstwirksamkeit der Frauen bei der Nutzung neuer Merkmale keine genaue Einschätzung ihres Problemlösungspotenzials war, sondern eher eine sich selbst erfüllende Prophezeiung wurde.[7]
4. Verhaltensbedingte Befunde: Bei Tabellenkalkulationsaufgaben zur Problemlösung wurde das Basteln (spielerisches Experimentieren) mit Merkmalen häufiger von Männern als von Frauen übernommen. Während sich die Männer mit diesem Verhalten wohlfühlten, taten es einige zu sehr. Bei Frauen sagte der Umfang des Bastelns den Erfolg voraus. Pausen nach jeder Handlung waren für beide Geschlechter ein Vorzeichen für ein besseres Verständnis.[9] – Männer betrachteten Maschinen als eine Herausforderung, etwas, das es zu meistern, zu überwinden und an dem man sich messen lassen musste. Sie waren risikofreudig, und sie zeigten dies, indem sie eifrig neue Techniken und Ansätze ausprobierten. Die Frauen lehnten das Bild des männlichen Hackers als entfremdend und entpersönlichend ab. Ihr Umgang mit Computern war „weich“, taktil, künstlerisch und kommunikativ.[10]
5. Ergebnisse der Hardware-Schnittstelle: Größere Displays trugen dazu bei, die Geschlechterkluft bei der Navigation in virtuellen Umgebungen zu verringern. Bei kleineren Bildschirmen war die Leistung der Männer besser als die der Frauen. Bei größeren Bildschirmen verbesserte sich die Leistung der Frauen, während die Leistung der Männer nicht negativ beeinflusst wurde.[11][12]
6. Ergebnisse von Videospielen: Es wurden mehrere Ergebnisse über die Interessen von Mädchen im Zusammenhang mit Videospielen berichtet, mit Interpretationen für die Videospiel-Software-Industrie.[13] Mehrere Forscher untersuchten, was Mädchen in Videospielen suchen und welche Auswirkungen dies auf Videospieldesigner hat. Zu den Implikationen gehörten Zusammenarbeit versus Wettbewerbspräferenzen und die Verwendung von gewaltfreien Belohnungen versus Tod und Zerstörung als Belohnung. In diesen Arbeiten werden beide Seiten der Frage erörtert, ob Spiele speziell für Mädchen entworfen werden sollten oder nicht.[14][15]
7. Andere verwandte Erkenntnisse über Geschlecht und Computer: In einer Studie über die Art und Weise, wie Menschen mit Agenten von Konversationssoftware in Bezug auf das Geschlecht des Agenten interagierten, erhielt der weibliche virtuelle Agent viel mehr gewalttätige und sexuelle Annäherungsversuche als der männliche oder der geschlechtslose (ein Roboter).[16] – Im Haushalt, wo viele Geräte bis zu einem gewissen Grad programmierbar sind, wurde festgestellt, dass verschiedene Gerätekategorien eher von Männern (z. B. Unterhaltungsgeräte) und Frauen (z. B. Küchengeräte) programmiert werden. Oft übernimmt ein Mitglied eines Haushalts die Verantwortung für die Programmierung eines bestimmten Geräts, wobei die „Hauswirtschaft“ diese Aufgabe übernimmt.[17] – Männer und Frauen hatten unterschiedliche Auffassungen darüber, ob eine Webseite für ihr Heimatland geeignet wäre, und außerdem bevorzugten Frauen häufiger als Männer mehr Informationen auf allen Webseiten, die während einer Studie angesehen wurden.[18] – Frauen, die eine mathematische, naturwissenschaftliche und technische Laufbahn einschlugen, hatten eine hohe akademische und soziale Selbstwirksamkeit. Ihre Selbstwirksamkeit beruhte auf stellvertretenden Erfahrungen und der verbalen Überzeugungskraft bedeutender Personen in ihrer Umgebung.[19] – Zu den Faktoren, die sich auf die geringe Bindung von Frauen an die Informatik-Studiengänge am College auswirkten, gehörten die im Vergleich zu Männern geringere Vorerfahrung von Frauen im Informatikbereich, ihre geringe Selbstwahrnehmung, die Entmutigung durch die vorherrschende männliche Peer-Kultur und der Mangel an Ermutigung durch die Fakultät.[20]